# Nederlands Hervormde begraafplaats (Hoogezand)

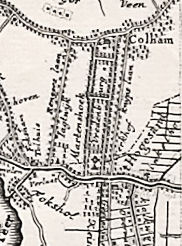
De begraafplaats (vermeld als kerkhof) rechts naast Vredenburg op een kaart van Theodorus Beckeringh (1781)

De Nederlands Hervormde Begraafplaats is een 17e-eeuwse begraafplaats in de Nederlandse plaats Hoogezand.
De begraafplaats werd rond 1670 aangelegd aan de Knijpslaan van Hoogezand naar Kolham, ten oosten van de borg Vredenburg. De bijbehorende Hervormde Damkerk werd in 1669 aan de overkant van het (oude) Winschoterdiep gebouwd. De opbouw van hoog naar laag op de begraafplaats laat de klassenverdeling zien. In 1783 werd naast de begraafplaats een klokkentoren geplaatst. De begraafplaats is nog in gebruik en is een erkend rijksmonument. De Hervormde begraafplaats was de eerste die werd aangelegd aan de Knijpslaan, later volgden nog de algemene begraafplaats, de joodse begraafplaats en De Stille Hof.

## Familiegraf Smit
De familie Smit was actief in de scheepsbouw, zij bezat een scheepswerf en een machinefabriek in Hoogezand. Het familiegraf bestaat uit 18 gietijzeren graftekens die waarschijnlijk werden gemaakt in de ijzergieterij Ten Oever, Koning & Co. in Foxham. Het oudste is uit 1855, het jongste uit 1944.
De staande graffiguren hebben allemaal dezelfde vorm, een platte schacht met voetstuk en kroonlijst met een spits toelopende beëindiging. In de spits is in reliëf een aan een koord hangend liggend ovaal afgebeeld, waarop twee elkaar schuddende handen en de tekst "tot wederziens" staan. Het familiegraf is een rijksmonument.

## Familiegraf Hooites-Beukema
De families Hooites en Beukema waren grondleggers van de strokartonindustrie in de provincie Groningen. Jacob Jan Beukema en zijn zwager Roelof Hooites startten in 1869 bij Kalkwijk de eerste strokartonfabriek. Het familiegraf bestaat uit 11 liggende en 4 staande graftekens, omgeven door een gietijzeren hek. De graftekens hebben allemaal een andere vorm en afbeelding. De oudste grafzerk uit 1858 vertoont bekende grafsymboliek met een opengeslagen boek, een gebroken zuil, een gevleugelde zandloper, een toorts en een zeis. Het familiegraf is een rijksmonument.

Onder anderen Jacomijna Hooites-Meursing (1843-1910), vrouw van Roelof Hooites, ligt hier begraven. Zij had in 1905 villa Vredenrust in de stad Groningen laten bouwen, die onder de naam Huize Tavenier bekend werd als kraamkliniek.

## Fotogalerij

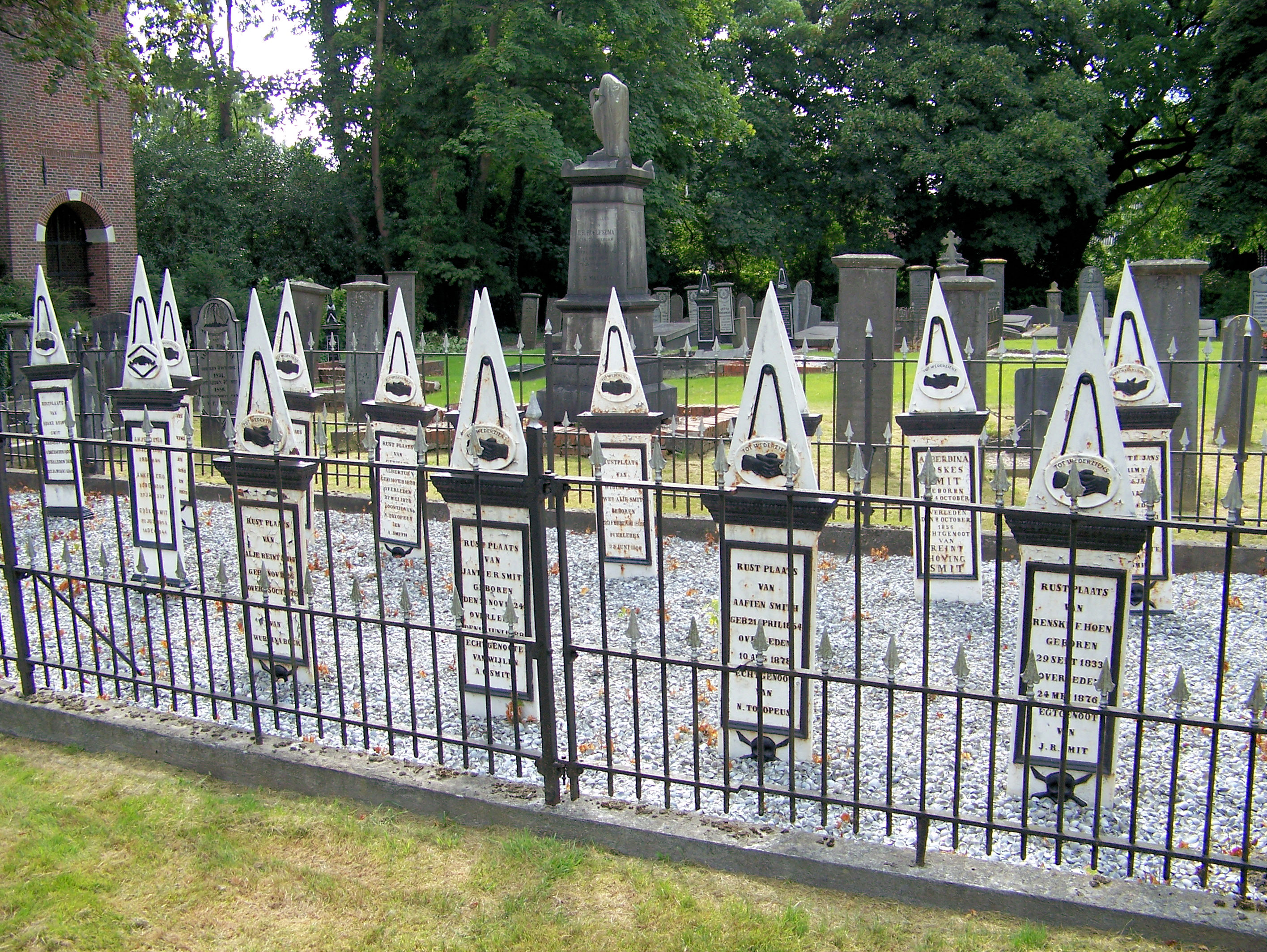
Familiegraf Smit
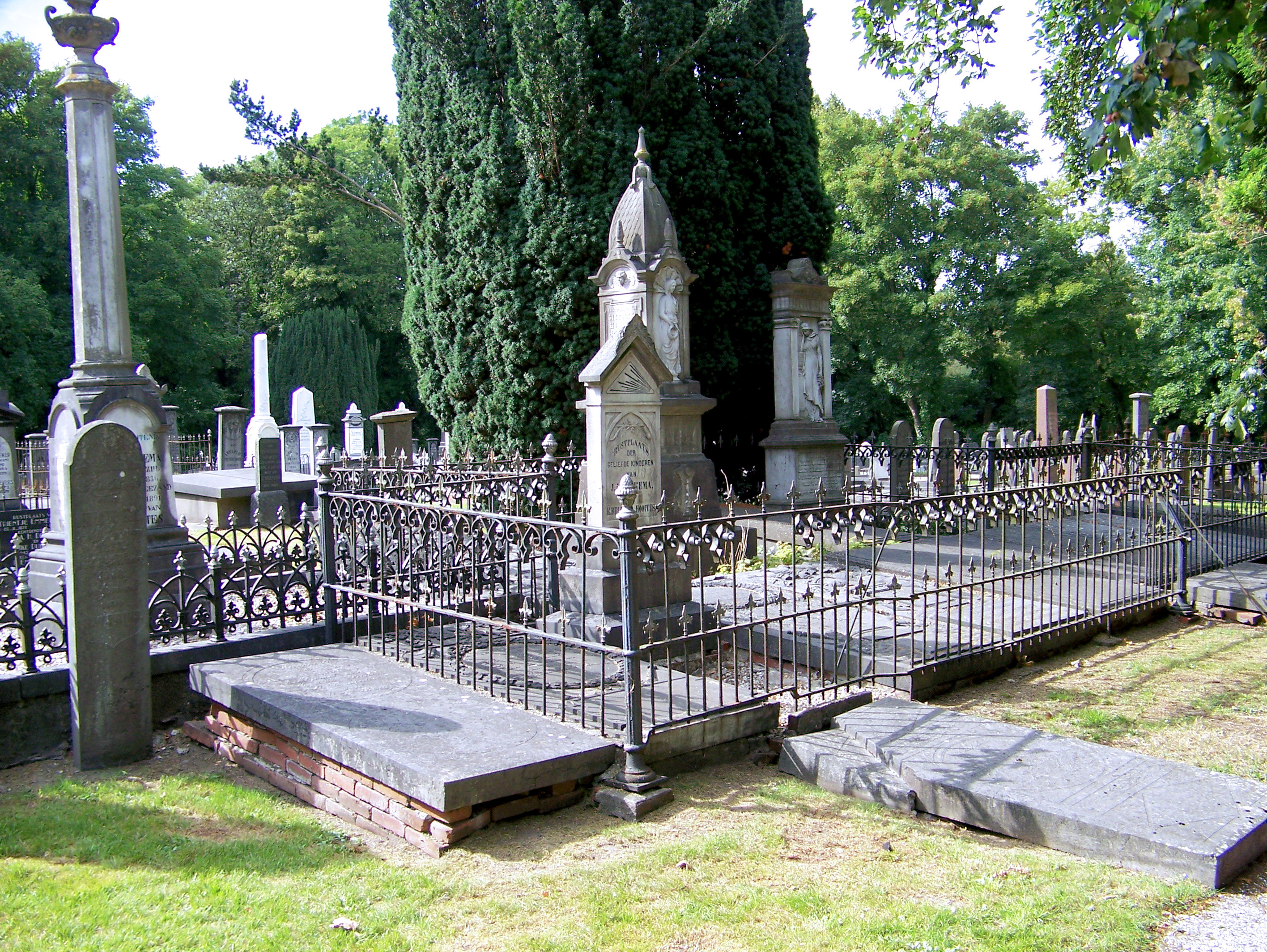
Familiegraf Hooites-Beukema
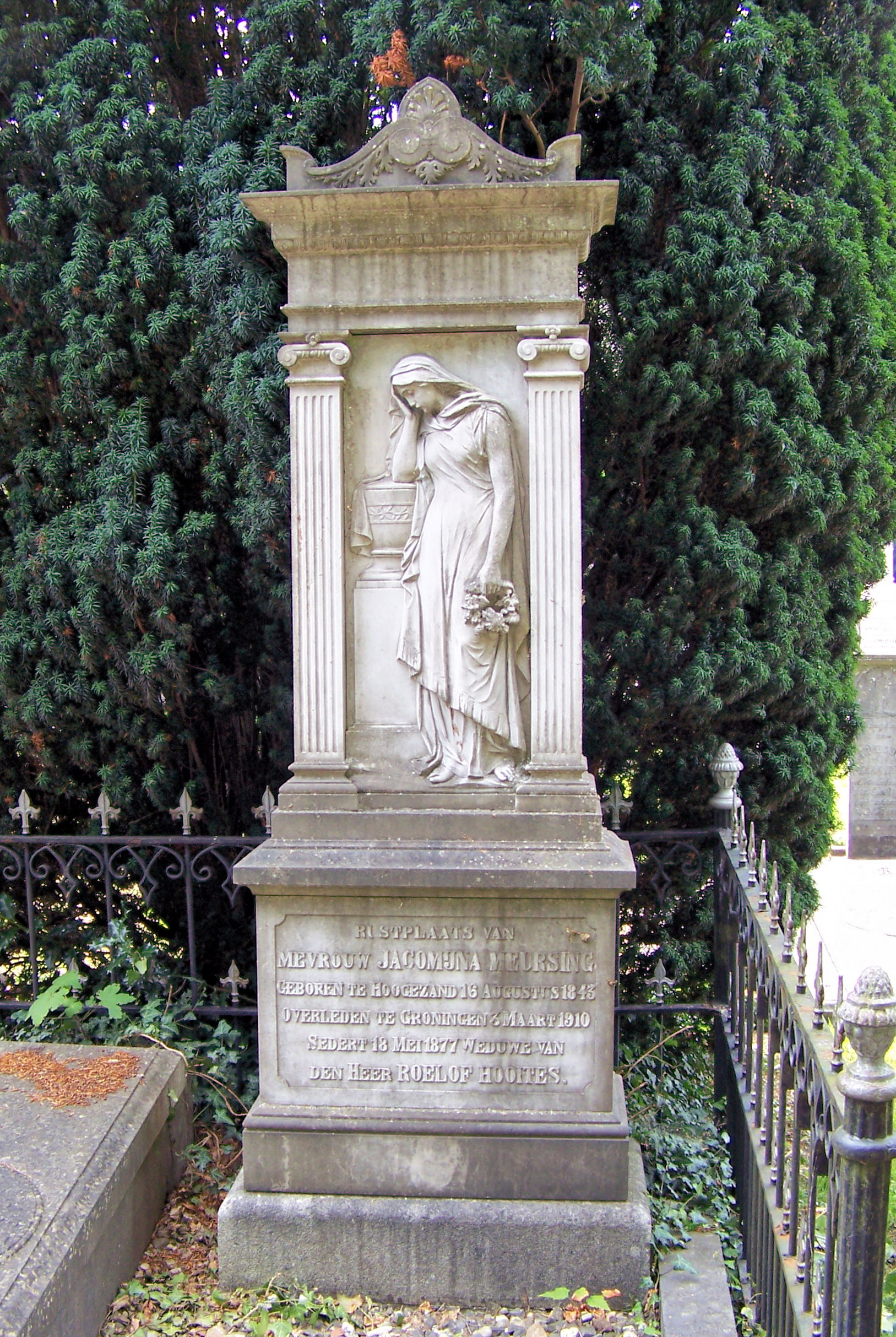
Graf Jacomijna Hooites-Meursing